# Erkki Pukka
Erkki Pukka (ur. 22 maja 1940) – fiński skoczek narciarski, uczestnik Mistrzostw Świata 1966, zwycięzca jednego konkursu Turnieju Czterech Skoczni w 1965.
Wziął udział w Mistrzostwach Świata 1966 i w konkursie skoków na skoczni normalnej zajął 59. miejsce.
W latach 1964–1967 startował w konkursach Turnieju Czterech Skoczni. Dwukrotnie plasował się w pierwszej dziesiątce zawodów – 1 stycznia 1965 wygrał konkurs w Garmisch-Partenkirchen, a 3 stycznia 1965 w Innsbrucku był czwarty.

## Osiągnięcia

### Mistrzostwa świata
| Mistrzostwa | Data           | Skocznia | Konkurs | Skok 1    | Skok 1 | Skok 2    | Skok 2 | Nota łączna | Miejsce | Strata | Zwycięzca     | Źródło |
| Mistrzostwa | Data           | Skocznia | Konkurs | Odległość | Nota   | Odległość | Nota   | Nota łączna | Miejsce | Strata | Zwycięzca     | Źródło |
| ----------- | -------------- | -------- | ------- | --------- | ------ | --------- | ------ | ----------- | ------- | ------ | ------------- | ------ |
| 1966, Oslo  | 19 lutego 1966 | normalna | ind.    | 72,5      | 69,8   | 62,5      | 74,8   | 144,6       | 59.     | 90,0   | Bjørn Wirkola | [ 2 ]  |